# Resurrection (핼퍼드의 음반)
《Resurrection》은 2000년 8월 8일에 발매된 미국의 헤비 메탈 밴드 핼퍼드의 데뷔 스튜디오 음반이다. 1998년 8월부터 2000년 6월까지 거의 2년에 걸쳐 녹음되었다. 이 음반은 수년간의 음악적 실험 끝에 롭 핼퍼드의 헤비 메탈 뿌리가 돌아온 것을 기념한다. 영국의 헤비 메탈 밴드 아이언 메이든의 보컬리스트 브루스 디킨슨과 듀엣으로 부른 〈The One You Love to Hate〉가 수록되어 있다. 〈Silent Screams〉는 원래 핼퍼드의 이전 밴드 투에 의해 데모된 재녹음된 곡이다.
2006년, 《Resurrection》은 리마스터되어 아이튠즈에서 확장된 트랙 리스트 (원래 세션의 테이크아웃 추가)와 함께 재발매되었으며, 이후 2009년에는 CD로 발매되었다.

## 평가
| 전문가 평가 | 전문가 평가 |
| 평가 점수   | 평가 점수   |
| 출처        | 점수        |
| ----------- | ----------- |
| AllMusic    | [ 2 ]       |
| Rock Hard   | 9/10        |

2003년 9월, 《Resurrection》은 온라인 잡지 Metal-Rules.com 의 "톱 100 헤비 메탈 음반" 목록에서 54위에 올랐다. 2005년, 《Resurrection》은 《록 하드》 잡지의 《역사상 가장 위대한 록 & 메탈 음반 500장》에서 320위에 올랐다.

## 곡 목록
| #   | 제목                                               | 작사·작곡                                 | 재생 시간 |
| --- | -------------------------------------------------- | ----------------------------------------- | --------- |
| 1.  | 〈Resurrection〉                                   | 롭 핼퍼드, 패트릭 랙먼, 로이 Z, 존 백스터 | 3:58      |
| 2.  | 〈Made in Hell〉                                   | 핼퍼드, Z, 백스터                         | 4:12      |
| 3.  | 〈Locked and Loaded〉                              | 핼퍼드, 랙먼, Z                           | 3:18      |
| 4.  | 〈Night Fall〉                                     | 핼퍼드, 랙먼, 마이크 클라시아크           | 3:41      |
| 5.  | 〈Silent Screams〉                                 | 핼퍼드, 밥 말렛                           | 7:06      |
| 6.  | 〈The One You Love to Hate〉 (Feat. 브루스 디킨슨) | 핼퍼드, Z, 브루스 디킨슨                  | 3:11      |
| 7.  | 〈Cyberworld〉                                     | 핼퍼드, Z, 클라시아크                     | 3:08      |
| 8.  | 〈Slow Down〉                                      | 핼퍼드, Z, 말렛                           | 4:51      |
| 9.  | 〈Twist〉                                          | 밥 할리간 주니어                          | 4:08      |
| 10. | 〈Temptation〉                                     | 핼퍼드, 랙먼, Z, 클라시아크               | 3:32      |
| 11. | 〈Drive〉                                          | 핼퍼드, Z, 말렛, 존 5                     | 4:30      |
| 12. | 〈Saviour〉                                        | 핼퍼드, 랙먼, Z                           | 2:57      |